# Almaguer
Almaguer là một khu tự quản thuộc tỉnh Cauca, Colombia. Thủ phủ của khu tự quản Almaguer đóng tại Almaguer Khu tự quản Almaguer có diện tích 224 ki lô mét vuông. Đến thời điểm ngày 28 tháng 5 năm 2005, Almaguer có dân số 16466 người.